# Morshi
Morshi là một thành phố và là nơi đặt hội đồng đô thị (municipal council) của quận Amravati thuộc bang Maharashtra, Ấn Độ.

## Nhân khẩu
Theo điều tra dân số năm 2001 của Ấn Độ, Morshi có dân số 33.607 người. Phái nam chiếm 51% tổng số dân và phái nữ chiếm 49%. Morshi có tỷ lệ 78% biết đọc biết viết, cao hơn tỷ lệ trung bình toàn quốc là 59,5%: tỷ lệ cho phái nam là 82%, và tỷ lệ cho phái nữ là 73%. Tại Morshi, 12% dân số nhỏ hơn 6 tuổi.